# Emberiza impetuani
El escribano alaudino (Emberiza impetuani) es una especie de ave paseriforme de la familia Emberizidae propia del África austral. Su nombre común alude a su parecido con las alondras.

## Distribución y hábitat

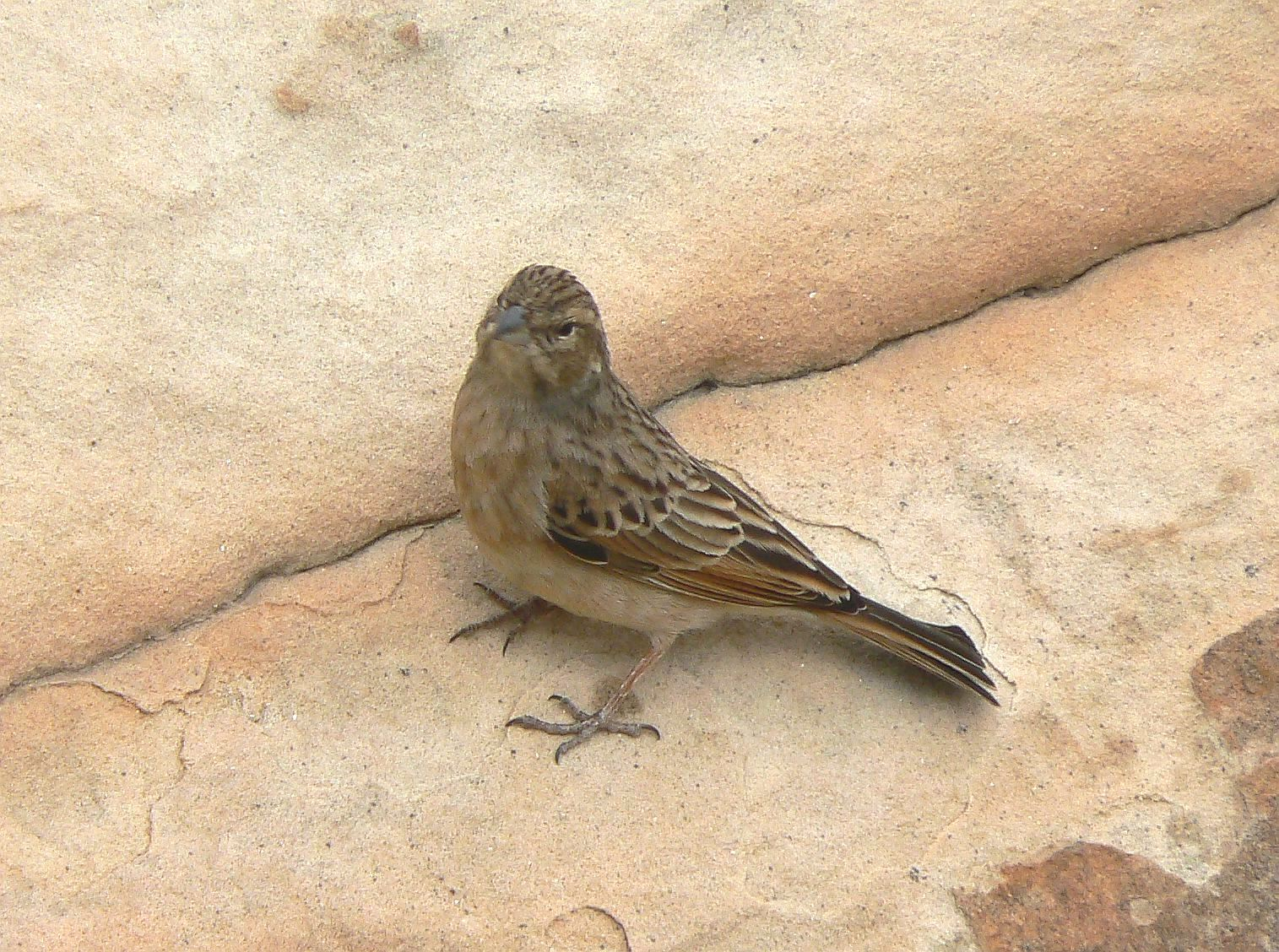
Ejemplar en el parque nacional Mapungubwe, Sudáfrica.

Se encuentra en el sur de África, distribuido por Angola, Botsuana, Lesoto, Namibia, Sudáfrica y Zimbabue. Su hábitat natural son las zonas de matorral seco tropical y subtropical.